# Rancho Alegre (Paraná)
Rancho Alegre is een gemeente in de Braziliaanse deelstaat Paraná. De gemeente telt 4.083 inwoners (schatting 2009).